# Tycho Brahe
För andra betydelser, se Tycho Brahe (olika betydelser).

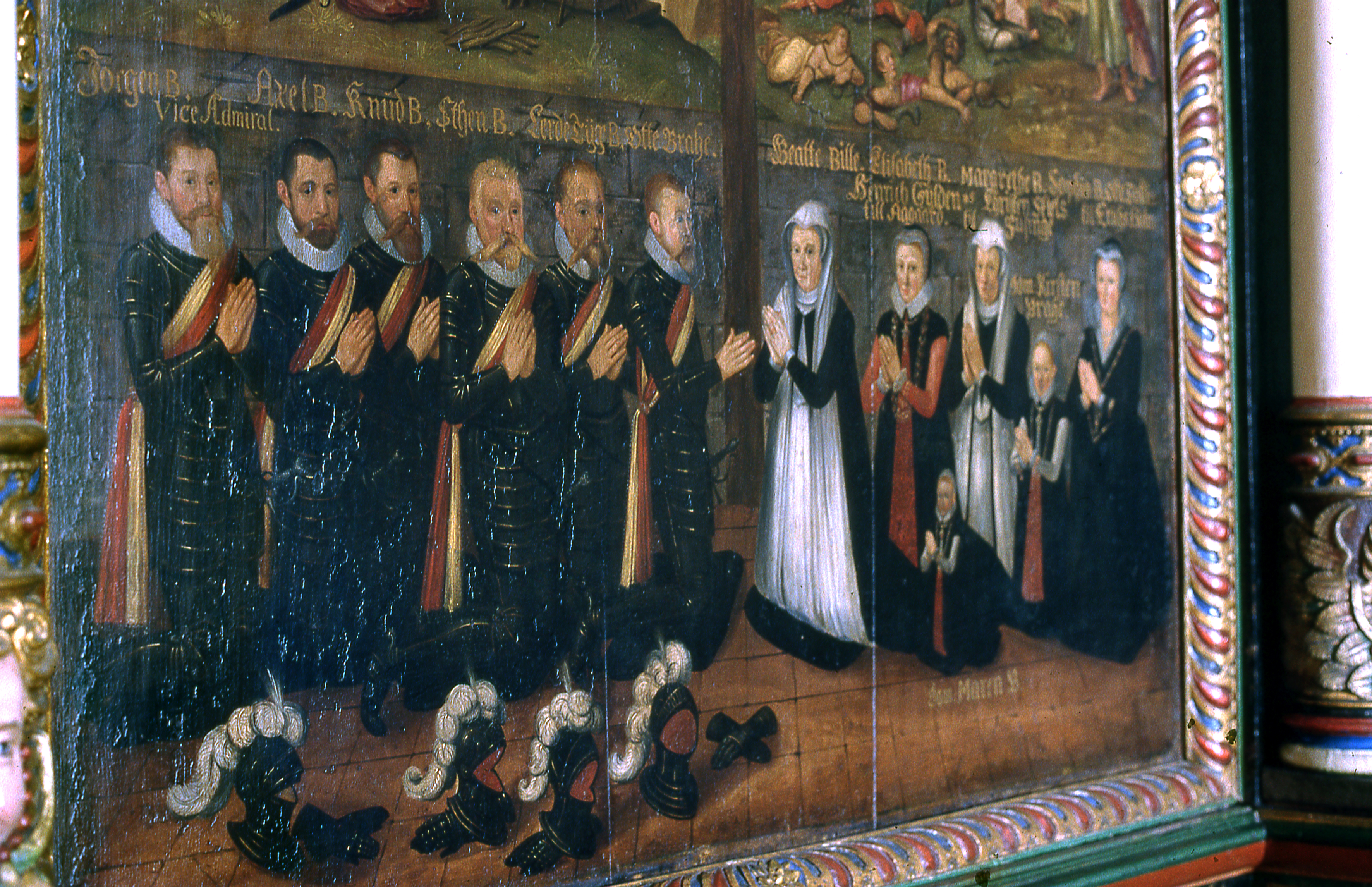
Tycho Brahes familj i Kågeröd kyrka. Tycho är markerad med "Lerde Tyge B."

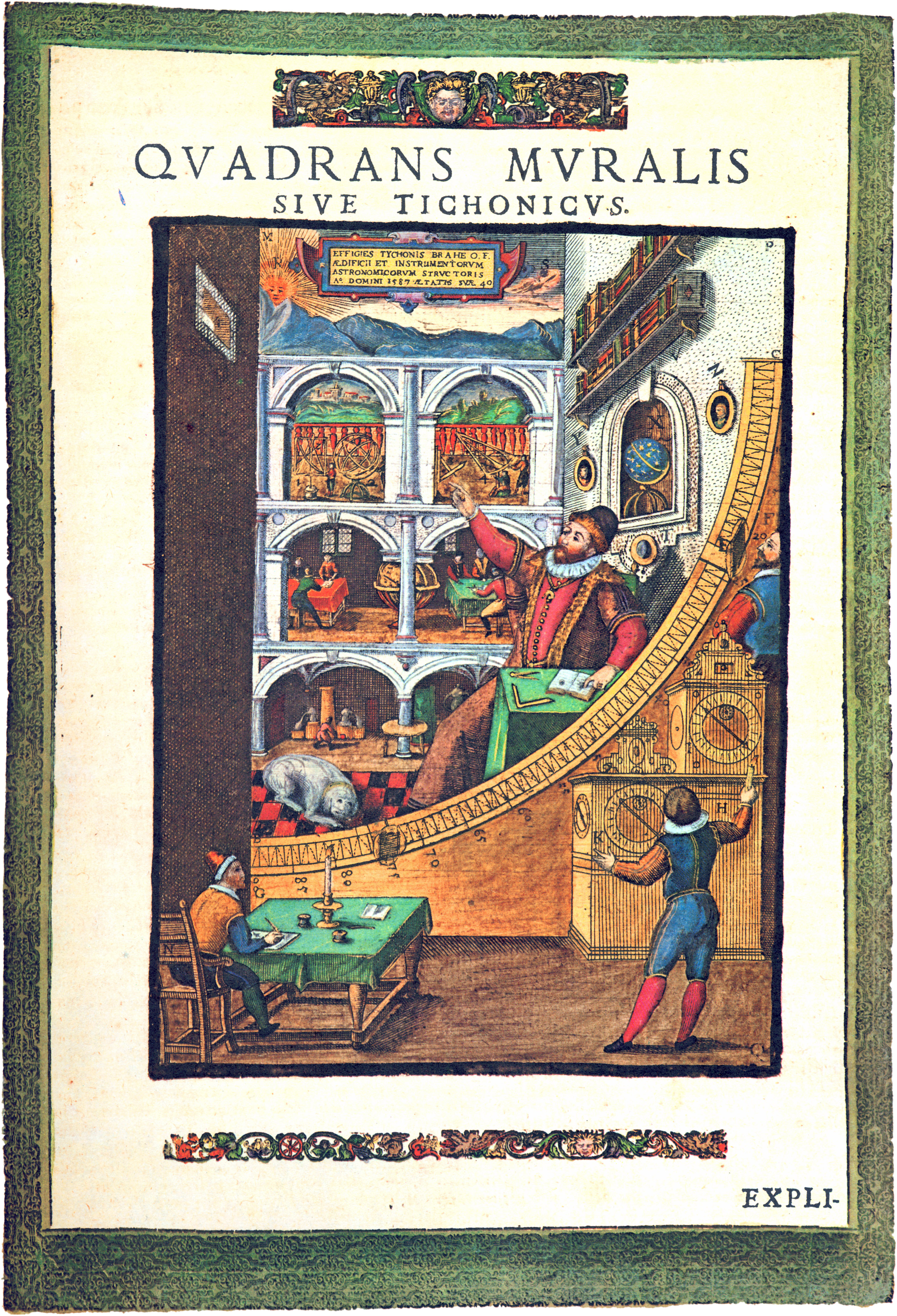
Tycho Brahes stora murkvadrant.

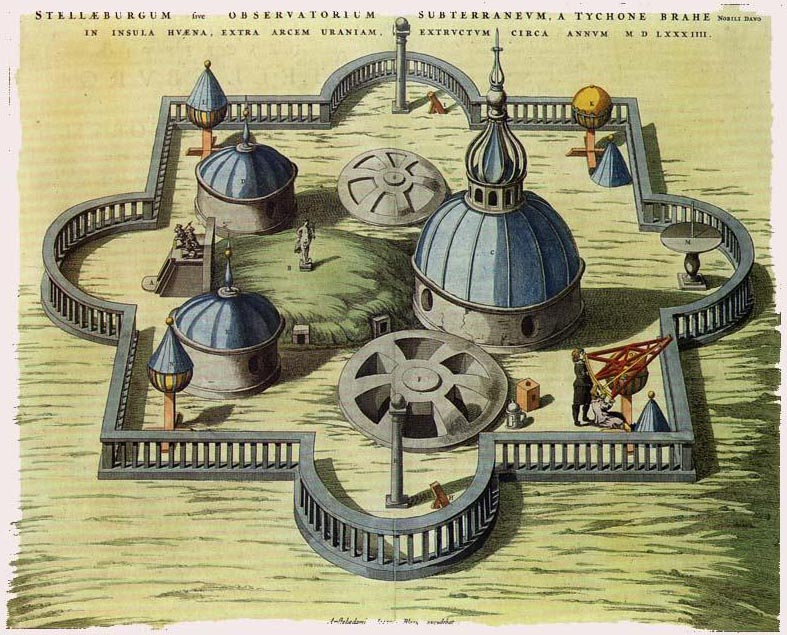
Tycho Brahe's Stjerneborg

Tycho Ottesen Brahe, född 14 december 1546 på Knutstorps Borg i Skåne, då en del av Danmark, död 24 oktober 1601 i Prag, var en dansk astronom, astrolog och alkemist. Brahe har ett eftermäle som skicklig instrumentbyggare, noggrann, systematisk observatör och en av ytterst få som upptäckt en supernova i Vintergatan.

## Biografi

### Ungdomsåren
Tycho Brahe var äldste son till Otte Thygesen Brahe och Beate Bille. Hans farfar var Thyge Axelsen Brahe. Han fick namnet Tyge, men antog den latiniserade formen Tycho i 15-årsåldern. Han hade en dödfödd tvillingbror, den äldre systern Kristine Brahe, den yngre Sophie Brahe och brodern Jørgen Ottesen Brahe. 
Tycho Brahe skrev senare att, när han var runt två år gammal, tog hans farbror, den danske adelsmannen Jørgen Brahe, hand om honom: utan mina föräldrars vetskap tog han mig när jag var mycket liten. Uppenbarligen ledde inte detta till något gräl och hans föräldrar gjorde inga försök att få honom tillbaka. Han bodde med sin barnlöse farbror och faster, Jørgen Brahe och Inger Oxe på Tosterups slott utanför Tomelilla tills han var sex år. Omkring 1552 fick hans farbror ansvar för Vordingborgs slott på södra Själland, varför de flyttade dit och Tycho Brahe studerade latin till dess att han blev tolv år.

### Vetenskapsmannen
Vid 13 års ålder och studerande vid Köpenhamns universitet såg han solförmörkelsen den 21 augusti 1560 och fascinerades över att den hade kunnat förutses. Det ledde till att han på sin fritid studerade himlen samtidigt som dagarna ägnades åt andra studier. Adelsfamiljen förväntade sig att Tycho Brahe skulle bli en högre ämbetsman och inte stjärnskådare.
I augusti 1563 låg planeterna Jupiter och Saturnus mycket nära varandra på himlen. När Tycho Brahe jämförde det han såg med uppgifter i publicerade tabeller, fann han stora skillnader. Uppenbarligen borde astronomin reformeras och noggrannare instrument behövdes. Den tidens efterfrågan på navigationsinstrument skapade ett stort intresse för pålitliga mätdata. Det ledde till slut till att Tycho Brahes fritidsintresse vann släktens gillande, varför han fick ägna sig åt sin hobby på heltid. Vid en svärdsduell i Rostock 1566 miste Brahe en del av näsan genom ett hugg över ansiktet. Han lät tillverka en protes för att dölja defekten, den berömda »guldnäsan«. Denna var sannolikt gjord av tunn mässing och hölls på plats med en salva som gneds in på huden.
För att behålla Tycho Brahe i Danmark förlänade kung Frederik II honom ön Ven och gav honom medel att bygga ett observatorium. Brahe lät där bygga Uraniborg och närbelägna Stjerneborg, vilka blev ett astronomiskt forskningscentrum i sin tid. Brahe revolutionerade den astronomiska vetenskapen genom att införa noggranna mätningar av stjärnors, planeters och kometers banor. Han kunde i sin bok De Nova Stella bland annat bevisa att en ny stjärna, som han observerade i Cassiopeias stjärnbild 1572, befann sig på större avstånd från jorden än månen, vilket på sin tid var en sensation, eftersom de högre sfärerna var perfekta och inte kunde ändra sig. Härmed hade han inte bara myntat beteckningen nova, utan även, skulle det visa sig, sällat sig till den exklusiva skaran, som skådat en supernova. Efter Keplers stjärna 1604 har ingen supernova observerats i vår galax.
Hans mätdata visade att den tidigare geocentriska världsbilden, det vill säga jorden i centrum, inte kunde stämma. Tycho Brahe drog sina egna slutsatser av detta, innebärande att han i sin modell behöll jorden i mitten med solen och månen roterande runt denna och övriga planeter roterande runt solen. Hans argument var att med en heliocentrisk världsbild skulle stjärnorna skenbart röra sig i en ellips under året, vilket inte observerades. Han visste inte att avståndet till stjärnorna är så stort att det inte kunde observeras med hans mätmetod.
Inte heller hans modell stämde särskilt väl med mätdata, utan det var först då Johannes Kepler efter Brahes död placerade solen i mitten och lämnade de cirkulära planetbanorna som han kunde få en modell att stämma med mätdata. Detta födde vår heliocentriska världsbild, det vill säga med solen i centrum och med elliptiska planetbanor.
Efter Tycho Brahes död övertogs hans mätdata av Kepler, som sedan byggde sina teorier på dessa.

### Tycho Brahes död
Tycho Brahe insjuknade efter en bankett hos vännen Peter Vok von Rosenberg i Prag. Enligt vad Kepler berättat ville han inte lämna bordet för att tömma blåsan, då detta skulle vara ett etikettsbrott. På kvällen drabbades han av urinretention med svåra smärtor. Efter elva dagars sjukdom dog han den 24 oktober 1601. Han begravdes i Týnkyrkan i Prag. Dödsorsaken kan ha varit uremi och/eller urinvägsinfektion. Brahe lär ha lidit av prostataförstoring, vilket kan ha bidragit. 
Då akut kvicksilverförgiftning leder till symptom som liknar dem vid uremi, har det spekulerats om att han skulle ha förgiftats. Vid en gravöppning 1901 hade hårstrån från Brahes mustasch tagits, och vid analys av dessa på 1990-talet i Danmark påvisades förhöjd halt av kvicksilver och även av bly. Förnyad analys vid Lunds universitet visade också förhöjd kvicksilverhalt. Det har spekulerats om att det skulle ha rört sig om en avsiktlig förgiftning och att Johannes Kepler eller någon i Brahes släkt skulle ha haft motiv för ett mord.
År 2010 öppnades graven på nytt och en genomgripande undersökning av kvarlevorna gjordes. Det visade sig då att kvicksilverteorin helt kunde avskrivas. Kvicksilverinnehållet i skägget låg på en nivå som inte kan ha förorsakat hans död. Genom analyser med flera metoder vid Århus universitet och i Prag visades att kvicksilverintaget under hans sista månader var normalt och faktiskt minskade fram till hans död.
Vid denna undersökning kunde också fastställas att Tycho Brahes legendomspunna silvernäsa varit gjord av mässing. Näsprotesen var försvunnen, men avlagringar av den på benet kunde analyseras.

## Familjeförhållanden
Året efter sin berömda upptäckt av supernovan gifte Tycho Brahe sig med en ofrälse kvinna, Kirstine Barbara Jörgensdatter från Kågeröd i Skåne, men de vigdes aldrig av någon präst. Makarna Brahe fick åtta barn. Efter Tychos död bosatte Kristine Brahe sig på en egen gård i Böhmen. När hon dog 1604 gravsattes hon tillsammans med Tycho i Týnkyrkan i Prag.

### Barn
1. Kirstine Brahe, född 1573, död 1576 till följd av pesten endast 2 år, 11 månader gammal. Hon begravdes i Mariakyrkan i Helsingborg och en kvadratisk minnesplatta markerar viloplatsen inne i kyrkan, på ytterväggen till vänster om altaret.[8]
2. Magdalene Brahe, född 1574
3. Claus Brahe, född  1577, även kallad Claudius
4. Sophie Brahe, född  1578
5. Elisabeth Brahe, född  1579, även kallad Lisbeth
6. Sidsel Brahe, född  1580, även kallad Cecilie
7. Tyge Brahe,född  1581
8. Jörgen Brahe, född  1583

## Tycho Brahe i kulturen och minnesmärken

### Uppkallat efter honom
- 1677 Tycho Brahe, en asteroid[9]
- Tycho Brahe, en nedslagskrater på planeten Mars[10]
- Tycho, en nedslagskrater på månen[11]
- Tycho Brahes nova, en supernova
- M/S Tycho Brahe, en passagerarfärja som trafikerar leden Helsingborg-Helsingör
- Tycho Braheskolan, en gymnasieskola i Helsingborg
- Tycho Brahe Observatoriet, ett observatorium i Oxie[12].

### Tycho Brahe-dagar
Brahe fick på 1500-talet i uppdrag av kejsar Rudolf II att bestämma vilka dagar på året som kunde anses som otursdagar, men inga bevis finns för att han själv nedtecknat dessa. Han kom fram till att det fanns 33 sådana dagar i Sverige. Idag kallar man vilken dag som helst där allt går åt skogen för en Tycho Brahe-dag.

### Festen på Ven 1846
På initiativ av diktaren och Tycho-entusiasten Johan Ludvig Heiberg firades 300-året för Tycho Brahes födelse med en fest på Ven den 21 juni 1846. Festen beskrevs av hans hustru, skådespelerskan Johanne Luise Heiberg i hennes självbiografi Et Liv gjenoplevet i Erindringen.  Upp till 6 000 danskar och 2 000 svenskar hade samlats på Ven. Den förste talaren var den danske statsmannen Orla Lehmann som i sitt tal kom med kritik mot att svenskarna låtit Tycho Brahes slott förfalla. Han uppmanade svenskarna att uppföra "en himmelshög obelisk till den store Tycho Brahes minne". Lehmann efterföljdes i talarstolen av den svenske biskopen Johan Henrik Thomander som i ett improviserat tillägg av sitt tal kunde konstatera att det var under den danska tiden som slottet ruinerats. Någon sådan obelisk behövde inte uppföras "ty själv har han skrifvit sitt minne där uppe bland stjärnorna, och därifrån kan ingen vandalism utplåna det".

### Statyinvigningen 1946
Söndagen den 25 augusti 1946 invigde kronprins Gustav Adolf den nya statyn av Tycho Brahe, placerad på platsen för det forna Uraniborg. Statyn har skapats av konstnär Ivar Johnsson.
Tycho Brahe fick en minnessten år 2013 på Landskrona Walk of Fame, som då invigdes av Sveriges kung Carl XVI Gustaf.